# Neaspilota callistigma
Neaspilota callistigma is een vliegensoort uit de familie van de boorvliegen (Tephritidae). De wetenschappelijke naam van de soort is voor het eerst geldig gepubliceerd in 1986 door Freidberg and Mathis.